# 敘利亞-瑪拉巴禮天主教金格納傑里總教區
敘利亞-瑪拉巴禮天主教金格納傑里總教區（拉丁語：Archieparchia Changanacherrensis）是東儀天主教的一個總教區（敘利亞－瑪拉巴禮），下轄三個教區。

## 歷史
1887年5月20日設立科塔阿姆暨德里久爾宗座代牧區，1896年7月28日易名。1923年12月21日升為教區，1956年7月29日升為總教區。

## 現況
總教區位於印度南部喀拉拉邦南部五縣。2010年有教友385,000名，佔轄區總人口百分之4.1。由650名司鐸名管理276個堂區。現任總主教為喬治·貝魯姆托達姆。